# Franck Lagorce
 Franck Lagorce  (* 1. září 1968 L'Haÿ-les-Roses) je bývalý francouzský automobilový závodník, účastník formule 1 v roce 1994.

## Biografie
Franck Lagorce se narodil 1. září 1968 v L'Haÿ-les-Roses nedaleko Paříže. K závodění se dostal již v útlém dětství a ve svých 13 letech získal titul francouzského šampióna v motokárách, v roce 1985 byl 10. na mistrovství světa a o rok později druhý na mistrovství Evropy.
V roce 1987 se umístil jako 7 na mistrovství Francie v motokárách v kubatuře 125cc, zároveň vstoupil do francouzského šampionátu Formule Ford, ale daleko důležitější pro jeho kariéru bylo druhé místo Volant Elkron Scholarship Award, což mu zajistilo účast i v následující sezóně ve Formuli Ford. S vozem Reynard 88 skončil na celkově 5. místě , když nejlépe dojel druhý na trati Le Mans Bugatti. Ve Formuli Ford setrvává i pro rok 1989, kdy je 4 a přestoupil do Formule Renault pro rok 1990. S vozem Orion 90 skončil celkově na 2 místě a šestkrát vystoupal na pódium. To mu vyneslo účast ve francouzském mistrovství F3, do kterého vlétl, s vozem Dallara F391, fenomenálním způsobem, zvítězil ve dvou závodech a získal 81 bodů, což mu v celkovém součtu vyneslo 4. místo. V roce 1992 udělal další krok k místu ve formuli 1, zvítězil ve francouzském mistrovství formule 3 s vozem Dallara F392 po vítězstvích v Ledenonu, Dijonu a Magny-Cours, získal 100 bodů. Svou všestrannost prokázal pěti starty v Porsche Carrera Cup, kde ukázal, že není jen jezdcem pro monoposty.
Dalším krokem v jeho kariéře byla účast ve formuli 3000 v letech 1993 a 1994. V týmu DAMS doplnil pozdějšího vítěze celé série, Oliviéra Panise. V úvodu sezóny se nejprve potýkal s nedostatečnou rychlostí vozu Reynard 93D Cosworth, v prvních 7 závodech byl jeho nejlepším výsledkem 4. místo v Silverstone. Vítězství se dočkal až v posledních dvou závodech v Magny-Cours a Nogaru a zajistil si tak čtvrté místo v šampionátu. Toto umístění ho řadilo mezi hlavní uchazeče na titul v následující sezóně, což potvrdil hned v úvodním závodě na okruhu Silverstone, kde zvítězil. Pravidelným umístěním na bodovaných pozicích a druhým vítězstvím v Německu si udržoval vedení v šampionátu až do posledního závodu. Jean-Christophe Boullion ho připravil o titul vítězstvím v posledních třech závodech a Franck se tak musel spokojit s druhým místem.
V roce 1994 poprvé okusil závod na 24 hodin v Le Mans, ve voze Courage Competition C32 LM Porsche se střídal s Henri Pescarolem a Alainem Gertem, po 142 kolech odstoupily.

### Formule 1
Po stabilních výkonech dostal místo testovacího pilota u týmu Ligier. Benetton F1 s Tomem Walkinshawem a Flavio Briatorem koupili podíly v týmu Ligier a rozehráli rošádu s jezdci. Benetton měl Michaela Schumachera, JJ Lehta a Jos Verstappena. Ligier měl Lagorce, Panise a Erica Bernarda. Před Grand Prix Evropy 1994 Briatore vyměnil s Lotusem Bernarda za Johnny Herberta. Lehta poslal do týmu Sauber. Pro poslední dva závody sezóny se znovu měnilo jezdecké složení v obou týmech, Johnny Herbert doplnil Michaela Schumacher v Benettonu a v týmu Ligier na uvolněné místo po Herbertovi přišel právě Lagorce. Byl to ovšem ukvapený tah, Franck Lagorce neměl dostatek času se s vozem Ligier JS39B sžít a musel naskočit do závodního víkendu pro Grand Prix Japonska. Přesto jeho vstup do formule 1 nebyl tak děsivý, na technicky náročné trati v Suzuce se kvalifikoval na 20 místě se ztrátou půl sekundy na týmového kolegu Panise na 19. místě a 3,3 s na Michaela Schumachera, který získal pole positions. Osud se k němu otočil zády, když v den závodu pršelo a v desátém kole dostal smyk a narazil do vozu Minardi Pierluigi Martiniho.
V ulicích australského města Adelaide si Lagorce vybojoval znovu 20 pozici na startu, tentokrát, ale ztratil přes sekundu na Panise, ale pod tři sekundy na pole. Lagorce absolvoval skvělí závod a průměrný Ligier dokázal protlačit na 11. místo v cíli se ztrátou dvou kol na vítězného Mansella.
Tento výkon mu nezajistil závodní místo týmu pro rok 1995. Flavio Briatore i Tom Walkinshaw pokračovali v započatém kolotoči s jezdci i v dalším roce, u Benettonu si nechali Schumachera i Herberta, Verstappena půjčili do týmu Simtek. V týmu Ligier si podrželi Panise a přijali Martina Brundleho od McLarenu. Situaci dále zkomplikoval nový dodavatel motorů Mugen Honda, který se dožadoval závodního místa pro Aguri Suzukiho.
Lagorce nakonec zůstal bez místa a i místo testovacího pilota bylo u Ligier obsazeno. Franck nakonec získal místo testmena u Forti. Italský tým se ale koncem roku dostal do finančních problémů a zanikl, tím končí i kariéra Francka Lagorseho ve formuli 1.

### Kariéra po formuli 1
Přestože byl pro rok 1995 vázán smlouvou u týmu Forti jako testovací pilot, účastnil se i jiných motoristických událostí jako Porsche Supercup nebo 24 h Le Mans spolu s Pescarolem a Bernardem. V roce 1996 byl již pravidelným účastníkem série Renault Spider Elf Trophy, kterou, po vítězných závodech v Barceloně, Magny Cours (dvakrát), Hockenheimu a Nogaru, vyhrál. V Le Mans obsadil 7. místo na voze Courage C36, zároveň se pouští na obchodní dráhu, když založil FLF1 Competition Centre.
V roce 1997, kdy byl již smířen s koncem kariéry ve formuli 1, se pustil do závodů vozů FIA GT, připojil se k týmu DAMS, který provozoval vozy Panoz GTR Ford. Ale nespolehlivost vozu a především motoru byla příčinou 7 odstoupení v deseti závodech. V následující sezóně jezdí v sérii GTS s vozem Panoz GTR-1, byl pátý v Suzuce a 7. na A1 Ringu. V závodě 24 h Le Mans zaznamenal své nejlepší umístění, když s vozem Nissan R390 GT1 dojel pátý. Současně se účastní Belgian Procar championship ve voze Renault Megane se střídal s dcerou známého jezdce F1 Jacky Ickxe, Vaninou. V belgickém šampionátů vozů procar pokračoval i v roce 1999, a dočkal se také vítězství ve Spa.
Pro rok 2000 se znovu pokoušel v týmu DAMS o úspěch v amerických sériích Grand – Am a American Le Mans Series s vozem Cadillac Northstart LMP.

## Kompletní výsledky ve formuli 1
| Legenda k tabulce | Legenda k tabulce                                                                       |
| Barva             | Výsledek                                                                                |
| ----------------- | --------------------------------------------------------------------------------------- |
| Zlatá             | Vítěz                                                                                   |
| Stříbrná          | 2. místo                                                                                |
| Bronzová          | 3. místo                                                                                |
| Zelená            | Bodované umístění                                                                       |
| Modrá             | Nebodované umístění                                                                     |
| Modrá             | Dokončil neklasifikován (NC)                                                            |
| Fialová           | Odstoupil (Ret)                                                                         |
| Červená           | Nekvalifikoval se (DNQ)                                                                 |
| Červená           | Nepředkvalifikoval se (DNPQ)                                                            |
| Černá             | Diskvalifikován (DSQ)                                                                   |
| Bílá              | Nestartoval (DNS)                                                                       |
| Bílá              | Závod zrušen (C)                                                                        |
| Světle modrá      | Pouze trénoval (PO)                                                                     |
| Světle modrá      | Páteční testovací jezdec (TD)                                                           |
| Bez barvy         | Netrénoval (DNP)                                                                        |
| Bez barvy         | Vyřazen (EX)                                                                            |
| Bez barvy         | Nepřijel (DNA)                                                                          |
| Bez barvy         | Odvolal účast (WD)                                                                      |
| Bez barvy         | Nezúčastnil se (prázdné)                                                                |
| Označení          | Význam                                                                                  |
| Tučnost           | Pole position                                                                           |
| Kurzíva           | Nejrychlejší kolo                                                                       |
| †                 | Jezdec nedojel do cíle, ale byl klasifikován, protože odjel více než 90 % délky závodu. |
| ‡                 | Byl udělován poloviční počet bodů, protože bylo odjeto méně než 75 % délky závodu.      |
| Horní index       | Umístění bodujících jezdců ve sprintu                                                   |

| Rok  | Tým                    | Šasi         | Motor       | 1   | 2   | 3   | 4   | 5   | 6   | 7   | 8   | 9   | 10  | 11  | 12  | 13  | 14  | 15      | 16     | Umístění | Body |
| ---- | ---------------------- | ------------ | ----------- | --- | --- | --- | --- | --- | --- | --- | --- | --- | --- | --- | --- | --- | --- | ------- | ------ | -------- | ---- |
| 1994 | Ligier Gitanes Blondes | Ligier JS39B | Renault V10 | BRA | PAC | SMR | MON | ESP | CAN | FRA | GBR | GER | HUN | BEL | ITA | POR | EUR | JPN Ret | AUS 11 | -        | 0    |

### Výsledky z ostatních kategorií automobilového sportu
| Sezóna | Série                           | Tým                  | Vůz                     | Závody | Vítězství | Pole position | Podium | Body | Konečné umístění |
| 1981   | Motokáry (Francie)              |                      |                         |        |           |               |        |      | 1. místo         |
| 1985   | Motokáry (Svět)                 |                      |                         |        |           |               |        |      | 10. místo        |
| 1986   | Motokáry (Evropa)               |                      |                         |        |           |               |        |      | 2. místo         |
| 1987   | Motokáry (Francie)              |                      |                         |        |           |               |        |      | 7. místo         |
| 1987   | Formule Ford (Francie)          |                      |                         |        |           |               |        |      |                  |
| 1987   | Volant Elkron Scholarship Award |                      |                         |        |           |               |        |      | 2. místo         |
| 1988   | Formule Ford (Francie)          | Graff Racing         | Reynard 88              |        |           |               |        |      | 5. místo         |
| 1989   | Formule Ford (Francie)          | Graff Racing         | Reynard 89              |        |           |               |        |      | 4. místo         |
| 1990   | Formule Renault (Francie)       |                      | Orion 90                |        | 1         |               | 6      |      | 2. místo         |
| 1991   | Formule 3 (Francie)             | Promatecme           | Dallara F391 Opel       |        | 2         |               |        | 81   | 4. místo         |
| 1992   | Formule 3 (Francie)             | Promatecme           | Dallara F392 Opel       |        | 3         |               |        | 100  | 1. místo         |
| 1993   | Formule 3000                    | DAMS                 | Reynard 93D             | 9      | 2         | 1             | 2      | 21   | 4. místo         |
| 1994   | Formule 3000                    | Apomatox             | Reynard 94D             | 8      | 2         | 4             | 4      | 34   | 2. místo         |
| 1996   | Renault Spider Elf Trophy       | Apomatox             | Reynard 94D             |        | 5         |               |        |      | 1. místo         |
| 1997   | FIA GT                          | DAMS                 | Panoz GTR Ford          |        |           |               |        |      |                  |
| 1998   | FIA GT                          | DAMS                 | Panoz GTR-1             | 2      |           |               |        | 2    | 24. místo        |
| 1999   | Sports Racing World Cup         | Riley & Scott Europe | R&S Mk III              | 3      |           |               |        |      |                  |
| 2000   | Grand-Am                        |                      | Cadillac Northstart LMP | 3      |           |               |        | 43   | 37. místo        |
| 2000   | ALMS                            |                      | Cadillac Northstart LMP | 2      |           |               |        |      |                  |
| 2001   | ALMS                            |                      | Panoz LMP-1 Roadster S  | 6      |           |               |        | 75   | 15. místo        |
| 2001   | ELMS                            |                      | Panoz LMP07             | 1      |           |               |        | 17   | 18. místo        |

### Výsledky ze závodu 24 hodin Le Mans
| Rok  | Kategorie | Tým                        | Vůz                         | Spolujezdci                                   | Umístění                                         |
| 1994 | LMP1 /C90 | Courage Competition        | Courage C32LM – Porsche     | Henri Pescarolo, Alain Ferté                  | nedokončil                                       |
| 1995 | WSC       | Courage Competition        | Courage C34 – Porsche       | Bob Wollek, Mario Andretti                    | nestartoval (Tým dojel 2. celkově a 1. ve třídě) |
| 1995 | WSC       | Courage Competition        | Courage C41 – Chevrolet     | Henri Pescarolo, Eric Bernard                 | nedokončil                                       |
| 1995 | WSC       | Courage Competition        | Courage C41 – Chevrolet     | Eric van der Poele, Olivier Beretta           | nestartoval                                      |
| 1996 | P1        | La Filiere ELF / ATS       | Courage C36 – Porsche       | Henri Pescarolo, Emmanuel Collard             | 7. místo (2. místo ve třídě P1)                  |
| 1997 | GT1       | Ste DAMS                   | Panoz Esperante GTR1 – Ford | Eric Bernard, Jean-Christophe Bouillon        | nedokončil                                       |
| 1997 | GT1       | Ste DAMS                   | Panoz Esperante GTR1 – Ford | David Velay, Jean-Christophe Bouillon         | nestartoval                                      |
| 1998 | GT1       | Nissan Motorsports / TWR   | Nissan R390 GT1             | John Nielsen, Michael Krumm                   | 5. místo (5. místo ve třídě GT1)                 |
| 1999 | LM GTP    | AMG Mercedes               | Mercedes CLR                | Bernd Schneider, Pedro Lamy                   | nedokončil                                       |
| 2000 | LMP900    | Team Cadillac / Bill Riley | Cadillac Northstar LMP      | Butch Leitzinger, Andy Wallace                | 21. místo (11. ve třídě LMP900 )                 |
| 2001 | LMP900    | Panoz Motorsports          | Panoz LMP07                 | Klaus Graaf, Gary Formato                     | nestartoval                                      |
| 2001 | LMP900    | Panoz Motorsports          | Panoz LMP07                 | David Brabham, Jan Magnussen                  | nedokončil                                       |
| 2002 | LMP900    | Pescarolo Sport            | Courage C60 – Peugeot       | Sébastiaen Bourdais, Jean-Christophe Boullion | 10. místo (10. ve třídě LMP900 )                 |
| 2003 | LMP900    | Pescarolo Sport            | Courage C60 – Peugeot       | Stéphane Sarrazin, Jean-Christophe Boullion   | 8. místo (8. ve třídě LMP900 )                   |